# Логіцизм
Логіцизм — один з основних напрямків обґрунтування математики і філософії математики, що ставить за мету зведення вихідних математичних понять до понять логіки. Двома іншими основними напрямками є інтуіціонізм і формалізм. 
Думка про зведення математики до логіки була висловлена Ляйбніцем наприкінці 17ст. Практичне здійснення логіцестичної тези було зроблено наприкінці 19 — початку 20 ст. у роботах Фреге, і у «Principia mathematica» під авторством Вайтгеда і Расселла.
Погляд на математику як на частину логіки зумовлений тим, що будь-яку математичну теорему в аксіоматичній системі можна розглядати як деяке твердження про логічне слідування. Залишається тільки всі константи, що зустрічаються в таких твердженнях  визначити через логічні терміни. До кінця XIX століття в математиці різні види чисел, включаючи комплексні, були визначені в термінах натуральних чисел і операцій над ними. Спроба зведення  натуральних чисел до логічних понять була зроблена Готлобом Фреге. В інтерпретації Фреге натуральні числа були кардинальними числами деяких понять. Однак система Фреге не позбавлена  суперечностей. Це з'ясувалося, коли Расселл виявив протиріччя в Канторовій теорії множин (див. парадокс Расселла), намагаючись звести її до логіки. Виявлене протиріччя спонукало Расселла до перегляду поглядів на логіку, яку він сформулював у вигляді теорії розгалужених типів. Однак побудова математики на основі теорії типів потребувала прийняття аксіом, які неприродно вважати виключно логічними. До них належать, наприклад, аксіома нескінченності, яка стверджує, що існує нескінченно багато індивідів, тобто об'єктів найнижчого типу. 
Ряд авторів вважає, що з певними змінами логічного апарату Расселла логіцизм прийнятний, інші ж вважають що спроба зведення математики до логіки не вдалася, і ідея логіцізму виявилася утопічною. У 1931 році Гедель довів що жодна формалізована система логіки не може бути адекватною базою математики. 